# جيزا مولنار
جيزا مولنار (بالمجرية: Molnár Géza)‏ هو مصارع رياضي مجري، ولد في 29 سبتمبر 1953 في بودابست في المجر.

## وصلات خارجية
- جيزا مولنار على موقع قاعدة بيانات المصارعة الدولية (الإنجليزية)
- جيزا مولنار على موقع اللجنة الأولمبية الدولية (الإنجليزية)
- جيزا مولنار على موقع أوليمبيديا (الإنجليزية)
- جيزا مولنار على موقع اللجنة الأولمبية المجرية (الهنغارية)